# 野瀬七郎平
野瀬 七郎平（のせ しちろべい、1871年1月18日〈明治3年11月28日〉- 没年不詳）は、日本の実業家。江商株式会社社長。幼名・亀二郎。滋賀県平民。

## 略歴
甲良が生んだ近江商人。先代・野瀬七郎平の長男として生まれた。1892年（明治25年）3月に家督を相続し七郎平を襲名。
綿花の輸入・販売に従事、世界を舞台に活躍。「江商株式会社（のちの兼松） 」の社長に就任。綿業貿易事業に通算50年間従事した。東甲良小学校講堂、北落安楽寺本堂屋根瓦、彦根高商（のちの滋賀大学経済学部） など、その他各地に寄付をした。
「おのが身を、朝な夕なにかへりみて、正しきみちをすすみゆかなむ」 （翁86歳の句）。